# Diaphone angolensis
Diaphone angolensis là một loài bướm đêm trong họ Noctuidae.